# 회묘
회묘(懷墓)는 조선의 제9대 왕 성종의 계비 폐비 윤씨의 무덤이다. 한때 폐비 윤씨가 제헌왕후로 복위되면서 무덤의 이름도 회릉(懷陵)으로 바뀌었던 적이 있다.

## 개요
성종의 계비이자 연산군의 생모로, 1482년(성종 13년) 음력 8월 16일 사사된 폐비 윤씨의 무덤이다. 대한민국 경기도 고양시 덕양구 원신동의 서삼릉 경내에 있다. 원래는 경기도 장단군에 묻힌 것을 연산군이 서울특별시 동대문구 회기동으로 천장하였으며, 이후 1969년 10월 25일 지금의 자리로 이장하였다.
대체적으로 조선 전기의 양식으로 이루어져 있으며, 석물들은 여타 왕릉처럼 문인석, 무인석을 모두 갖추고 있다.
조선 성종 재위 당시 중전이었던 윤씨가 폐서인이 되면서 묘호도 회묘로 지어졌으나 세자였던 조선 연산군이 즉위하면서 폐비 윤씨를 제헌왕후(齊憲王后)로 시호를 하사하면서 이 당시 '회릉(懷陵)'으로 격상되었으나 중종반정이 일어나고 조선 중종이 즉위하면서 폐주인 연산군이 시행했던 행적들을 청산하는 일원으로 제헌왕후 시호가 삭탈되고 다시 회묘로 격하되었다.

## 역사
- 1482년(성종 13년) 음력 8월 16일 : 폐비 윤씨 사사[3], 경기도 장단군에 매장[4]
- 1489년(성종 20년) 음력 5월 20일 : 폐비 윤씨의 무덤에 '윤씨지묘(尹氏之墓)'의 이름을 내리고, 묘지기 2명을 두어 제사를 지낼 수 있도록 함[5]
- 1498년(연산군 4년) 음력 윤3월 13일 : 연산군, 폐비의 묘를 천장하도록 명령[6]
- 1504년(연산군 10년) 음력 3월 24일 : 폐비 윤씨가 제헌왕후로 복위되고, 묘의 이름을 회릉으로 개칭[7]
- 1506년(중종 1년) 음력 9월 3일 : 회릉을 회묘로 강봉, 제헌왕후의 시호 삭탈[8]
- 1969년 10월 25일 : 회묘를 서울특별시 동대문구 회기동에서 경기도 고양군 원당읍 원당리의 서삼릉 경내로 이장

## 기타
- 회릉이라는 이름은 조선 연산군이 자신의 생모였던 폐비 윤씨가 선왕이자 부왕(父王)이었던 조선 성종에 의해서 폐비지묘(廢妃之墓)로 안장되었다는 것에 대해서 불만을 가지며 왕의 생모이자 어머니에 대한 자식의 그리움을 뜻하여서 한자인 회(懷, 그리울 회 또는 품을 회)를 본따서 폐비윤씨지묘를 회릉으로 고쳐서 격상시켰다. 그러나 중종반정이 일어나고 연산군이 폐위가 되어서 교동도로 귀양을 가게됨에 따라 중종 당시 폐주인 연산군의 행적을 지우거나 고치기 위한 일원으로 회릉을 묘(墓)로 격하하여 회묘로 고치게 되었다.

- "회기동"이라는 동명은 회묘에서 유래한 것이다. 윤씨의 묘가 회릉으로 이름이 바뀌자 이 지역의 이름은 회릉동(懷陵洞)이었으며, 이후 회묘로 격하되면서 회묘동(懷墓洞)으로 바뀌었다. 훗날 회(懷)라는 글자가 어렵다 하여 회(回)로 바꾸고, 묘(墓)라는 글자가 좋지 않은 글자라 하여 기(基)자로 바꾸어 오늘날의 회기(回基)라는 이름이 되었다[9].

## 같이 보기
- 조선 성종
- 조선 연산군
- 조선 중종
- 소혜왕후(인수대비)
- 공혜왕후
- 폐비 윤씨
- 정현왕후